# Endromidae
Gli Endromidi (Endromidae Boisduval, 1828) sono una famiglia di lepidotteri appartenente alla superfamiglia Bombycoidea, diffusa in Eurasia.